# Tevita Takayawa
Tevita Takayawa (ur. 18 maja 1996) – fidżyjski judoka. Olimpijczyk z Tokio 2020, gdzie zajął siedemnaste miejsce w wadze półciężkiej.
Uczestnik mistrzostw świata w 2015, 2018, 2019 i 2021. Startował w Pucharze Świata w 2018 i 2019. Złoty medalista mistrzostw Oceanii w 2018 i srebrny w 2017 roku.

## Letnie Igrzyska Olimpijskie 2020
| Konkurencja | Eliminacje                | Klas. końcowa |
| Konkurencja | Przeciwnik I              | Miejsce       |
| ----------- | ------------------------- | ------------- |
| 100 kg      | Aleksandar Kukolj (SRB) P | 17.           |